# Sun Lutang
Sun Lutang 孫祿堂 in Pinyin, Sun Lu-t'ang in Wade-Giles (1860 – 1933) è stato un artista marziale cinese.
All'età di venti anni prende il nome di Fuquan (福全). Ma venne poi chiamato anche Hanzhai (涵斋) e Huohou (活猴).
Celebre insegnante di arti marziali cinesi.
Originario di Dong ren jia tuan (东任家疃) nella contea di Wanxian (完县) nella provincia di Hebei in Cina.
Sun Lutang era esperto di Xingyiquan, Baguazhang e Taijiquan.
Il suo forte interesse nelle arti marziali interne, a cui appartengono i tre stili sopraccitati, lo porta a creare uno stile sincretico che prende il nome di Sunshi Taijiquan (孫氏太极拳).

## Biografia
All'età di 9 anni iniziò a praticare Shaolinquan con un insegnante ambulante.
A 11 anni si trasferisce a Baoding.
A 13 anni diventa allievo di Li Kuiyuan 李魁元 un celebre maestro dell'Hebei da cui apprende contemporaneamente le arti marziali e la cultura cinese. Dopo due anni Li Kuiyuan decise di fargli proseguire la sua preparazione con Guo Yunshen 郭云深. In seguito studia con Cheng Tinghua 程廷华.
Nel 1886 viaggia attraversando la Cina, visitando 11 province, Shaolin, Wudang, Emeishan ed entrando in contatto con numerosi marzialisti con cui si confronta.
Nel 1888 ritorna al suo paese d'origine e crea l'associazione Puyang quan she 蒲阳拳社.
Nel 1907 viene chiamato nel proprio quartier generale dal governatore del Dongsansheng 东三省 (le tre province Heilongjiang, Jilin, Liaoning), Xu Shichang 徐世昌 che era venuto a conoscenza dell'abilità marziale di Sun.
Nel 1909, Sun Lutang rientra a Pechino al seguito di Xu.
Nel 1912 conosce a Pechino Hao Weizhen 郝为真 che gli insegna.
Nel 1918 crea il Sunshi Taijiquan dall'unione delle tre famiglie di arti marziali cinesi interne da lui praticate. Nello stesso anno Xu Shichang lo invita al Palazzo Presidenziale a dirigere una scuola di arti marziali.
Il terzo mese del 1928 quando viene istituito il Zhongyang guoshu guan di Nanchino viene assunto come direttore del dipartimento Wudang cioè quello specifico delle arti marziali interne Neijia. Il settimo mese diviene il vice direttore del Jiangsu sheng guoshu guan 江苏省国术馆 (La palestra dell'arte nazionale della provincia di Jiangsu).

## Famiglia

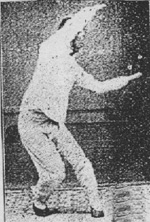
Sun Lu-tang pratica Baguazhang nel movimento Shizi bao qiu 狮子抱球

Nel 1891 sposò Zhang Zhouxian, con cui ebbe tre figli maschi ed una femmina.
- Primo figlio, Sun Xingyi (孫星一) (1891-1929)
- Secondo figlio, Sun Cunzhou (孫存周) (1893-1963)
- Terzo figlio, Sun Huanmin (孫換民) (1897-1922)
- Figlia, Sun Jianyun (孫劍雲) (1913-2003)

## I suoi insegnanti
Sun Lutang ebbe numerosi contatti con i più importanti maestri della sua epoca. In particolare la sua formazione è legata a quattro maestri:
- egli apprese Xingyiquan da Li Kuiyuan (李魁元), e poi da Guo Yunshen (郭雲深) (dal 1882);
- il Baguazhang da Cheng Tinghua (程延華) (dal 1891);
- lo stile di Taijiquan di Wu Yuxiang da Hao Weizhen (郝為眞) (dal 1911).

## Pubblicazioni
Sun Lutang era considerato un importante studioso Neo-Confuciano e Taoista e diede un contributo importantissimo allo sviluppo ed alla diffusione della teoria delle arti marziali interne con i suoi libri.
Sun Lutang ha scritto e pubblicato moltissimi articoli e soprattutto 5 libri:
- Xingyiquan xue 形意拳学 (uno studio del pugilato della forma e della mente) del 1915
- Baguaquan xue 八卦拳学(uno studio del pugilato degli otto trigrammi) del 1916
- Taijiquan xue 太极拳学 (uno studio del pugilato del principio supremo) 1921
- Quanyi Shuzhen 拳意述真(una spiegazione dell'essenza del pugilato) 1924
- Baguajian xue 八卦剑学(uno studio della spada degli otto trigrammi) 1927

Di recente sono stati tradotti e messi in commercio in Italia tre suoi libri con questi titoli:
- Xing Yi Quan. La più antica arte marziale interna cinese. Luni Editrice, ISBN 9788879842839
- Taijiquan. Luni Editrice, ISBN 9788879842815
- Studio della Boxe Bagua. Filosofia del Kungfu, Jouvence, ISBN 978-8878017122